# Geissorhiza foliosa
Geissorhiza foliosa ist eine Pflanzenart aus der  Familie der Schwertliliengewächse (Iridaceae).

## Beschreibung
Es handelt sich um 8 bis 20 (selten 30) Zentimeter hohe, ausdauernde, krautige Pflanzen. Die Knolle ist rundlich, asymmetrisch abgeflacht, hat einen Durchmesser von 5 bis 10 Millimeter und ist mehrlagig vollständig konzentrisch aufgebaut. Sie ist dunkelbraun, hart und holzig und zerfällt in unregelmäßige Stücke.
Das Niederblatt ist häutig, blass und kann fehlen. Die fünf oder mehr, aufrechten bis sichelförmig stehenden Blätter sind 3 bis 6 Millimeter breit, schwertförmig bis lanzettlich und kaum mehr als ein Drittel so lang wie die Stängel. Die untersten drei bis vier Blätter sind grundständig, die oberen, gelegentlich bis zu vier, sind kleiner und setzen am Stängel an, die obersten ähneln häufig Tragblättern.
Der Stängel ist aufrecht, einfach oder ein- bis zweimal verzweigt, im letzten Fall entweder vom Ansatz oder den oberen Nodien des Stängels. Der Blütenstand ist eine zwei- bis fünfblütige Ähre, die Tragblätter sind 9 bis 12 (selten bis 15) Millimeter lang, werden am oberen Teil häutig und am Rand üblicherweise rötlich, die inneren sind etwas kürzer als die äußeren. Die sechszähligen Blüten sind sternförmig, lila bis violett, selten weiß. Die Blütenröhre ist rund 5 Millimeter lang, zylindrisch und in die Tragblätter versunken, die Blütenhüllblätter sind 13 bis 17 Millimeter lang, 6 bis 7 Millimeter breit und umgekehrt eiförmig. Die Staubfäden sind 4 bis 5 Millimeter lang, die Staubbeutel 4 bis 6 Millimeter lang, der Pollen gelb. Der Fruchtknoten ist 2 bis 3 Millimeter lang, der Griffel teilt sich auf Höhe der Spitze der Staubbeutel, die einzelnen Verzweigungen sind 3 bis 4 Millimeter lang und zurückgebogen.
Die Kapsel ist schmal-eiförmig und erreicht eine Länge von 7 bis 9 Millimeter.
Blütezeit ist September bis Anfang November.
Die Chromosomenzahl beträgt 2n = 26.

## Verbreitung
Geissorhiza foliosa findet sich in Südafrika in der südlichen Kapregion auf den Hängen und Ebenen am Fuße des Langeberg zwischen Swellendam und Riversdale.

## Systematik
Geissorhiza foliosa gehört zur Sektion Weihea in der Untergattung Weihea.